# Лопес, Данте
Данте Рафаэль Лопес Фаринья (исп. Dante Rafael López Fariña; 16 августа 1983, Асунсьон, Парагвай) — парагвайский футболист, нападающий. Участник Чемпионата мира в Германии в составе национальной сборной Парагвая.

## Клубная карьера
Лопес начал свою карьеру в «Соль де Америка». В 2002 году он покинул клуб и выступал за «Серро Портеньо», «Маккаби» из Хайфы и испанскую «Кордову». В 2004 году он Данте вернулся на родину, где стал футболистом «Насьоналя». В новом клубе он забил 11 мячей в 27 матчах и стал одним из лучших бомбардиром клуба. В 2005 году Лопес перешёл в «Олимпию» в составе которой стал Лучшим бомбардиром парагвайском Примеры.
На него обратили внимание многие европейские команды. В 2006 году Данте перешёл в итальянский «Дженоа». Летом того же года Лопес отправился в «Кротоне». Он забил всего 5 мячей в 36 матчах и вернулся на родину. Новой командой Данте стал «Либертад». В 2008 году он стал чемпионом Апертуры. Летом Лопес перешёл в мексиканский УНАМ Пумас. 27 июля в матче против «Некаксы» он дебютировал в мексиканской Примере. В этом же поединке Данте забил свой первый гол. В составе «пум» он дважды стал чемпионом Мексики. В 2011 году Лопес вернулся на родину, где выступал за «Гуарани» и «Олимпию», после чего вновь вернулся в УНАМ.

## Международная карьера
2 апреля 2003 года в товарищеском матче против сборной Гондураса Лопес дебютировал за сборную Парагвая. В 2004 году он попал в заявку национальной команды на участие в Кубке Америки в Перу. На турнире Данте сыграл в матче против сборной Чили. В 2006 году Лопес поехал на Чемпионат мира в Германию. На турнире он принял участие в поединке против Швеции.
В 2007 году Данте во второй раз выступил на Кубке Америки. Он принял участие во встречах против команд Аргентины и Колумбии.

## Достижения
Командные
 «Серро Портеньо»
- Чемпионат Парагвая по футболу — 2003

 «Либертад»
- Чемпионат Парагвая по футболу — Апертура 2008

 УНАМ Пумас
- Чемпионат Мексики по футболу — Клаусура 2009
- Чемпионат Мексики по футболу — Клаусура 2011

Индивидуальные
- Лучший бомбардир чемпионата Парагвая — 2005